# Strojkovce
Strojkovce (em cirílico: Стројковце) é uma vila da Sérvia localizada no município de Leskovac, pertencente ao distrito de Jablanica, na região de Jablanica. A sua população era de 1225 habitantes segundo o censo de 2002.

## Demografia
| 1948  | 1953  | 1961  | 1971  | 1981  | 1991  | 2002  | 2011  |
| ----- | ----- | ----- | ----- | ----- | ----- | ----- | ----- |
| 1 182 | 1 204 | 1 246 | 1 325 | 1 384 | 1 409 | 1 344 | 1 225 |